# جائزة موناكو الكبرى 1957
جائزة موناكو الكبرى 1957 هو سباق فورمولا 1 أقيم بتاريخ 19 مايو 1957 في حلبة موناكو. كان الثاني من أصل 8 في بطولة العالم لسباقات الفورمولا واحد موسم 1957. حلّ الأرجنتيني خوان مانويل فانجيو أولا بينما جاء البريطاني توني بروكس في المركز الثاني وحصل على المركز الثالث الأمريكي ماستين غريغوري.